# Protein L

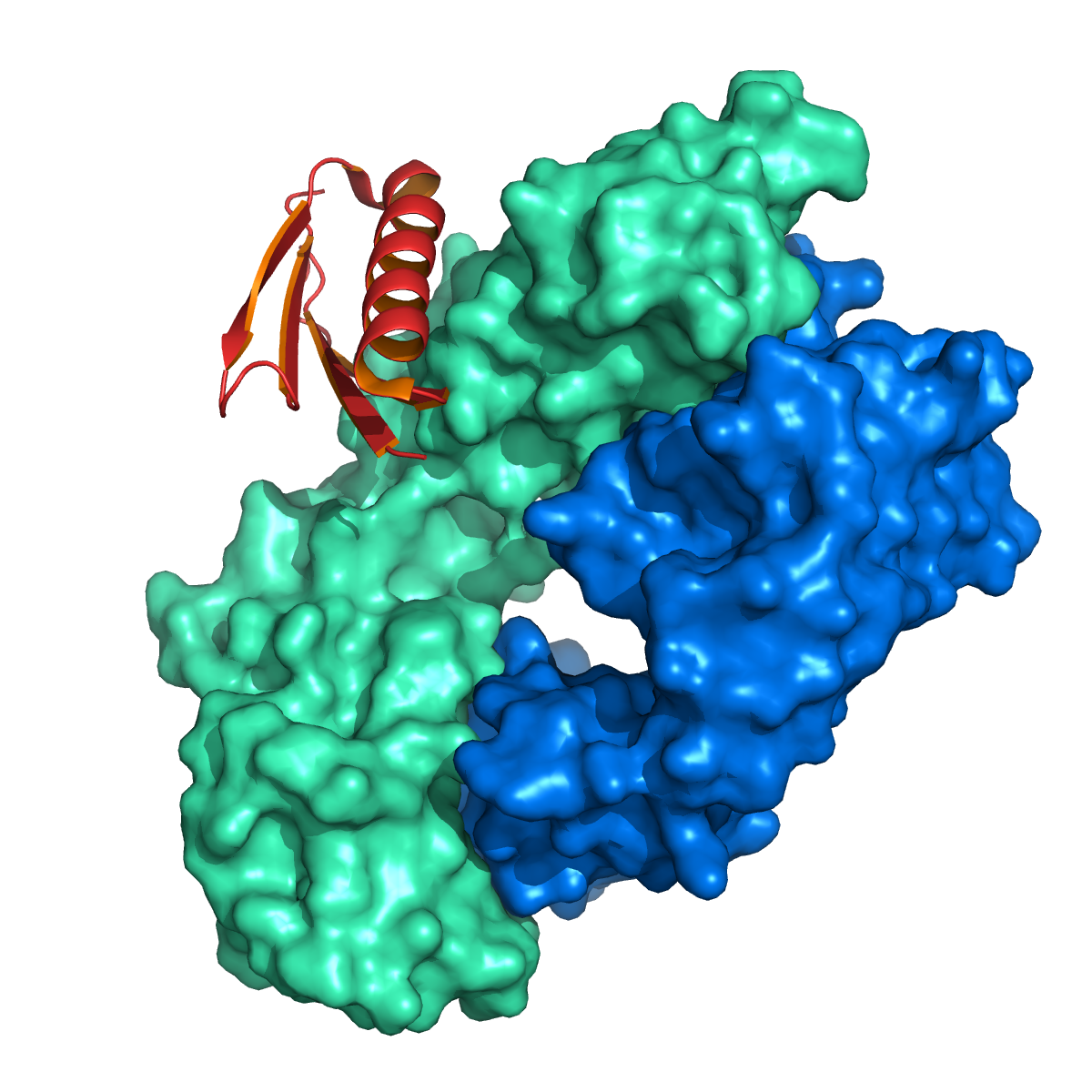
Protein L (blau) an der leichten Kette eines murinen Antikörpers

Das Protein L ist ein Protein aus Peptostreptococcus magnus, das Antikörper bindet.

## Eigenschaften
Protein L dient der Immunevasion und ist ein Virulenzfaktor. Durch die Bindung von Antikörpern wird eine Antigen-Antikörper-Reaktion gemindert. Protein L besitzt 719 Aminosäuren und besitzt geringe Homologie zu den anderen bakteriellen Antikörper-bindenden Proteinen wie Protein A, Protein G, Protein A/G oder Protein M. Protein L bindet an den variablen Bereich der leichten Ketten (im Bereich VκI, VκIII und VκIV, nicht aber VκII) von Immunglobulinen des Typs IgG, IgM, IgA, IgE und IgD, sowie scFv.